# توم غوس
توم غوس (بالإنجليزية: Tom Goss)‏ هو لاعب كرة قدم أمريكية أمريكي، ولد في 6 يوليو 1946 في نوكسفيل في الولايات المتحدة.